# Спонзоруша
Спонзоруша је назив за жене-пратиље, које финансијски зависе од спонзора, то јестe од добростојећег мушкарца, који за узврат плаћа њено издржавање као што су гардероба, путовања и слично, што сама финансијски не би могла.
Друштвени положај спонзоруше је донекле сродан куртизани или ВИП ескорту.